# Romaleozaury
Romaleozaury (Rhomaleosauridae) – rodzina plezjozaurów; najczęściej zaliczane są do grupy Pliosauroidea, ale analiza kladystyczna przeprowadzona przez Bensona, Evansa i Druckenmillera (2012) sugeruje, że mogły one być bazalnymi plezjozaurami nie należącymi ani do Pliosauroidea ani do Plesiosauroidea. Bierze swą nazwę od rodzaju typowego – Rhomaleosaurus.
O’Keefe (2001) zdefiniował Rhomaleosauridae jako takson obejmujący gatunek Rhomaleosaurus victor (obecnie przenoszony do odrębnego rodzaju Meyerasaurus) i rodzaj Leptocleidus, ich ostatniego wspólnego przodka i wszystkich jego potomków, zaś Ketchum i Benson (2010) zdefiniowali tę rodzinę jako klad obejmujący Rhomaleosaurus victor (tj. Meyerasaurus) i wszystkie taksony bliżej spokrewnione z nim niż z Leptocleidus superstes, Pliosaurus brachydeirus lub Polycotylus latipinnis.
Nie jest pewne, jakie rodzaje plezjozaurów można zaliczyć do rodziny Rhomaleosauridae. Z analiz kladystycznych przeprowadzonych przez O’Keefe'a (2001, 2004) wynika przynależność do tej rodziny rodzajów 'Rhomaleosaurus, Meyerasaurus, Leptocleidus, Simolestes i Macroplata; analiza Keara, Schroeder i Lee (2006) potwierdziła przynależność tych rodzajów do Rhomaleosauridae, a dodatkowo wynikła z niej przynależność do tej rodziny rodzaju Umoonasaurus. Jeśli wszystkie te rodzaje istotnie należały do Rhomaleosauridae, to rodzina ta pojawiła się na samym początku jury i przetrwała aż do połowy kredy.
Z późniejszych analiz kladystycznych wynika jednak przynależność do Rhomaleosauridae jedynie rodzajów żyjących we wczesnej i środkowej jurze. Z analizy przeprowadzonej przez Smitha i Dyke’a (2008) wynika przynależność do tej rodziny jedynie rodzajów Rhomaleosaurus, Meyerasaurus, Macroplata, Eurycleidus, Maresaurus, Sthenarosaurus i Archaeonectrus. Według tej analizy Simolestes jest przedstawicielem rodziny Pliosauridae, zaś Leptocleidus i Umoonasaurus należały do odrębnej rodziny Leptocleididae, bliżej spokrewnionej z Pliosauridae niż z Rhomaleosauridae. Analiza kladystyczna Druckenmillera i Russella (2008) wykazała przynależność Umoonasaurus do rodziny Polycotylidae i potwierdziła przynależność Simolestes do rodziny Pliosauridae, a Leptocleidus - do Leptocleididae. Dodatkowo analiza ta wykazała, że Rhomaleosauridae są grupą parafiletyczną, a gatunki: Macroplata tenuiceps, Rhomaleosaurus megacephalus i Meyerasaurus victor są sukcesywnie bardziej odległymi grupami zewnętrznymi w stosunku do kladu obejmującego rodziny Polycotylidae, Leptocleididae i Pliosauridae. Z analizy Ketchum i Bensona (2010) wynika przynależność do Rhomaleosauridae (sensu Ketchum i Benson, 2010) jedynie rodzajów Rhomaleosaurus (z gatunkami R. zetlandicus i R. megacephalus), Meyerasaurus i Maresaurus. Analiza ta potwierdza przynależność rodzajów Leptocleidus i Umoonasaurus do Leptocleididae, zaś Simolestes - do Pliosauridae; dodatkowo wynika z niej, że Macroplata i Archaeonectrus są bazalnymi plezjozaurami nie należącymi do Pliosauroidea ani do Plesiosauroidea. Ponieważ rodzina Leptocleididae według tej analizy należy nie do Pliosauroidea, tylko do Plesiosauroidea, przyjęcie definicji filogenetycznej Rhomaleosauridae proponowanej przez O’Keefe'a (2001) doprowadziłoby - przy założeniu poprawności wyników analizy Ketchum i Bensona - do konieczności zaliczenia do Rhomaleosauridae wszystkich przedstawicieli Plesiosauroidea i Pliosauroidea. Z późniejszej analizy Bensona i współpracowników (2011) wynika przynależność do Rhomaleosauridae sensu Ketchum i Benson (2010) jedynie rodzajów Meyerasaurus i Maresaurus oraz gatunku Rhomaleosaurus zetlandicus. Z kolei według analizy Bensona, Evansa i Druckenmillera (2012) do Rhomaleosauridae sensu Ketchum i Benson (2010) należały rodzaje Rhomaleosaurus, Archaeonectrus, Maresaurus, Meyerasaurus, Eurycleidus, Avalonnectes, Macroplata i Stratesaurus, a także gatunek „Rhomaleosaurus” megacephalus (w późniejszej publikacji ustanowiony gatunkiem typowym odrębnego rodzaju Atychodracon).
Romaleozaury stały na szczycie morskiego łańcucha pokarmowego do połowy okresu jurajskiego, gdy prawdopodobnie wymarły (jeśli założyć, że do tej rodziny nie należały rodzaje Simolestes, Leptocleidus i Umoonasaurus), a ich miejsce zajęły olbrzymie pliozaury.
Przedstawiciele rodziny osiągali do 6–7 metrów długości ciała, czyli mniej niż największe rodzaje rodziny pliozaurów, które osiągały do nawet kilkunastu metrów. Cechą charakterystyczną romaleozaurów były ich względnie duże czaszki, przypominające czaszki krokodyli. Być może kształt głowy wiązał się z podobnymi do krokodylich strategiami łowieckimi, np. wyszarpywaniem kawałów mięsa przez rotowanie ciała. Wiązać się z tym mogła obecność kłopodobnych zębów. Romaleozaury miały relatywnie krótkie szyje, składające się przeciętnie z 28 kręgów. Nie były jednak tak krótkie jak szyje pliozaurów. Ponieważ nie jest pewne, czy rodzaje tradycyjnie zaliczane do Rhomaleosauridae rzeczywiście są blisko spokrewnione (patrz wyżej), nie można wykluczyć, że podobna budowa ciała tych zwierząt, szczególnie ich czaszek, nie wynika z pokrewieństwa, ale stanowi wynik konwergencji.
Dość problematyczna jest pozycja systematyczna romaleozaurów. Możliwe, że stanowiły siostrzaną w stosunku do pliozaurów grupę. Jednakże niektórzy badacze wskazują na średniej długości szyje tych zwierząt jako cechę ich charakteru pośredniego między krótkoszyimi pliozaurami a ich przodkami, mającymi długie szyje i małe głowy. Za tezą tą przemawia także wcześniejsze występowanie znanych romaleozaurów niż pliozaurów.